# Jarosław Bąbka
Jarosław Antoni Bąbka – polski pedagog, dr hab. nauk społecznych, profesor uczelni Instytutu Pedagogiki Wydziału Pedagogiki, Psychologii i Socjologii Uniwersytetu Zielonogórskiego.

## Życiorys
8 grudnia 1999 obronił pracę doktorską Funkcje założone i rzeczywiste placówek realizujących edukację integracyjną, 17 lutego 2015 habilitował się na podstawie pracy zatytułowanej Zachowania kooperacyjne w sytuacjach zadaniowych u młodzieży w okresie wczesnej adolescencji. Analiza porównawcza młodzieży pełnosprawnej i z różnymi ograniczeniami sprawności. Został zatrudniony na stanowisku adiunkta w Katedrze Pedagogiki Specjalnej na Wydziale Pedagogiki, Psychologii i Socjologii Uniwersytetu Zielonogórskiego i na Wydziale Zamiejscowym w Lubinie Uczelni Jana Wyżykowskiego.
Jest profesorem uczelni Instytutu Pedagogiki Wydziału Pedagogiki, Psychologii i Socjologii Uniwersytetu Zielonogórskiego i wykładowcą na Wydziale Nauk Społecznych Uczelni Jana Wyżykowskiego.